# Distretto di Coronel Gregorio Albarracín Lanchipa
Il distretto di Coronel Gregorio Albarracín Lanchipa è un distretto del Perù, facente parte della provincia di Tacna, nella regione di Tacna.